# Манфред I (маркграф Салуццо)

Маркграфство Салуццо (слева розовым цветом)

Манфред I дель Васто (итал. Manfred I. del Vasto; ок. 1118 — 1175, после 4 июня) — первый маркграф Салуццо с 1125 (1148) года.
Представитель боковой ветви рода Алерамичи, старший сын маркграфа Западной Лигурии Бонифация дель Васто (де Савон) и его жены Агнес де Вермандуа, дочери графа Гуго I.

## Биография
Бонифаций умер в 1125 году, и сыновья поделили его владения. Манфред получил город Салуццо с окрестностями. В документах он сначала титуловался маркграфом Васто, начиная с 1148 года — маркграфом Салуццо.
Дата его смерти не известна. Последний раз он упоминается в документе, датированном 4 июня 1175 года. В марте 1176 года маркграфом Салуццо назван уже его сын Манфред II.

## Семья
Жена — Элеонора, происхождение не выяснено. По мнению генеалогов — Элеонора ди Арбореа, дочь Гонорио II, правителя княжества Торрес (Сардиния). Дети:
- Манфред II (ум. 1215), маркграф Салуццо,
- Ансельм,
- Бонифаций.